# Шоу свих времена
Шоу свих времена је српска телевизијска емисија која се емитовала на првом каналу радио-телевизије Србије од 8. децембра 2013. недељом у 21:00 сат. Водитељи емисије су Никола Којо и Маша Павловић. У емисији се појављује и глумица Весна Тривалић у неколико улога.
Емисија се осим на РТС 1 емитовала и на Федералној телевизији и Радио-телевизији Републике Српске.

## Ток емисије
Свака емисија се бави музиком, плесом, квизом знања, инсертима из филмова, рекламама, домаћим хумором, скечевима, модним детаљима и прати одређену годину која је постигла велике успехе у области глуме, музике, спорта у бившој СФРЈ првенствено шездесете, седамдесете и осамдесете године са гостима.

## Гости
| Бр. епизоде | Датум емитовања    | Тим 1                                               | Тим 2                                               | Тема емисије        | Победници емисије | Специјални гости                                                                                              |
| 1           | 8. децембар 2013.  | Драган Бјелогрлић и Калиопи                         | Наташа Нинковић и Борис Новковић                    | Година 1978.        | Тим 1             | Рибља чорба и Шабан Шаулић                                                                                    |
| 2           | 15. децембар 2013. | Неле Карајлић и Јелена Томашевић                    | Милена Васић и Миле Исаковић                        | 1984.               | Тим 2             | Мирослав Илић и Јасна Злокић                                                                                  |
| 3           | 22. децембар 2013. | Мићко Љубичић и Нина Јанковић                       | Милко Ђуровски и Нина Бадрић                        | 1989.               | Тим 1             | Жељко Бебек                                                                                                   |
| 4           | 29. децембар 2013. | Слободан Нинковић и Драгана Мирковић                | Љубинко Друловић и Неда Арнерић                     | 1968.               | Тим 1             | Бојана Стаменов и Маринко Роквић                                                                              |
| специјал    | 31. децембар 2013. | Јова Радовановић, Сузана Манчић и Слобода Мићаловић | Каролина Гочева, Катарина Марковић и Војин Ћетковић | новогодишња емисија | нема              | Парни ваљак, Ван Гог, Фрајле, Лео Мартин, Бети Ђорђевић, Трубачки оркестар Дејана Петровића и Сергеј Ћетковић |
| 5           | 12. јануар 2014.   | Ана Станић и Гордан Кичић                           | Анита Манчић и Миња Субота                          | 1977.               | Тим 2             | Сунцокрет и Мухарем Сербезовски                                                                               |
| 6           | 19. јануар 2014.   | Бојан Крижај и Сергеј Трифуновић                    | Нела Михаиловић и Вера Чукић                        | 1972.               | Тим 1             | Дадо Топић |
| 7           | 26. јануар 2014.   | Јелисавета Саблић и Светислав Гонцић                | Христина Поповић и Сергеј Ћетковић                  | 1982.               | Тим 2             | Зана и Неџад Салковић                                                                                         |
| 8           | 2. фебруар 2014.   | Милорад Мандић и Радмила Караклајић                 | Мирјана Бобић Мојсиловић и Сузана Шуваковић         | 1964.               | Тим 2             | Никола Каровић, Лепа Лукић и Бест бит                                                                         |
| 9           | 9. фебруар 2014.   | Зоран Цвијановић и Нада Павловић                    | Данка Нововић и Ненад Стекић                        | 1974.               | Тим 1             | Мики Јевремовић                                                                                               |
| 10          | 16. фебруар 2014.  | Владимир Петровић и Јелица Сретеновић               | Дуња Ланго и Оливер Млакар                          | 1980.               | Тим 2             | Парни ваљак, Звонко Богдан и Лепи Мића                                                                        |